# Pinta (karavela)

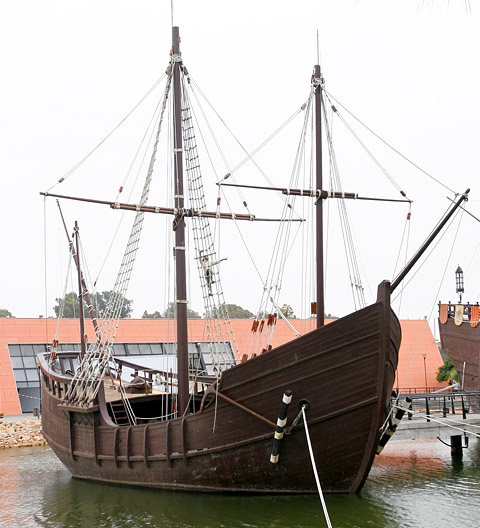
Moderní replika

Pinta (také La Pinta; v překladu malovaná, tečkovaná) byla karavela a nejrychlejší ze tří lodí použitých Kryštofem Kolumbem při jeho první cestě přes Atlantský oceán v roce 1492. Břehy Nového světa poprvé spatřil námořník Rodrigo de Triana právě z paluby Pinty dne 12. října 1492.

## Název
Podle tradice byly španělské lodě pojmenovány po svatých a obvykle dostávaly přezdívky. Jména Pinta, ani Niña tak nebyla skutečnými jmény lodí. Původní jméno Pinty je neznámé. Sporný je i původ lodi, ale předpokládá se,[kým?] že byla postavena ve Španělsku v roce 1441. Později byla přestavěna pro potřeby výpravy Kryštofa Kolumba.

## Popis
Pinta byla menší než Santa María. Vážila přibližně 60 tun, na délku měřila 20 metrů a 7 metrů měla na šířku. Posádku tvořilo 26 mužů a kapitánem byl Martín Alonso Pinzón. Repliku Pinty postavila Kolumbova nadace, stejně jako repliku Niny. Tato kopie lodi váží 101 tun a často se plaví společně s Ninou.